# Metin Kaplan
Metin Kaplan (Estambul, 1952- ) es un líder islamista turco conocido como el califa de Colonia, que fue extraditado por el gobierno alemán a su país de origen el 12 de octubre de 2004.

## Biografía
La familia de Metin Kaplan llegó a Alemania en 1983. Al año siguiente, Cemaledin Kaplan fundó en la ciudad de Colonia la Asociación de clubes y centros culturales islámicos, una organización que degeneró en un foco del islamismo extremista. A Cemaledin se le conocía como el Ruhollah Jomeiní turco. Su hijo Metin, se declaró “emir de los creyentes” y “califa de los musulmanes”. Desde 1992 Kaplan disfrutaba de asilo político en Alemania, justificado por la supuesta persecución de su país de origen, contra el que el califa había declarado una especie de “guerra santa”.
En 1996, el llamado emir Halil Ibrahim Sofu cuestionó la autoridad de Kaplan y éste respondió con una fetua en su contra. Un año más tarde Sofu cayó acribillado en su casa de Berlín. En 1999 la policía detuvo a Kaplan y la audiencia de Düsseldorf consideró que Kaplan había apelado al asesinato de Sofu. En 2000 la audiencia lo condenó a cuatro años de prisión por incitar al asesinato.
Según los servicios secretos alemanes, en 1997 Kaplan viajó a Afganistán, donde se entrevistó con Osama Bin Laden. En 2001, las autoridades alemanas prohibieron la organización de Kaplan y varias de sus ramificaciones por considerar que atentaban contra el orden constitucional.
En 2004, el periódico Bild Zeitung informó que, como asilado político, Kaplan recibió durante años asistencia social de Alemania por 150.000 euros. Esto no impidió que en 1999, la policía encontrase el equivalente a un millón de euros empaquetados en bolsas de plástico en su casa de Colonia.
Pocas horas después de que el Tribunal Administrativo de Colonia diera luz verde a su entrega a Turquía.

### Condena
En 2005, Kaplan fue condenado a cadena perpetua por un tribunal de Estambul. El militante fue declarado culpable de alta traición. La justicia turca declaró culpable a Kaplan del atentado contra el Anıtkabir (mausoleo de Atatürk) en 1988 en el que tenía previsto hacer estallar una aeronave cargada de explosivos. Kaplan negó las acusaciones argumentando que los supustos planes habían sido inventados como parte de un complot en su contra.